# Orgia (Toskana)
Orgia ist ein Ortsteil (Fraktion, italienisch frazione) von Sovicille in der Provinz Siena, Region Toskana in Italien.

## Geografie
Der Ort liegt etwa 6 km südlich des Hauptortes Sovicille, ca. 13 km südwestlich der Provinzhauptstadt Siena und ca. 60 km südlich der Regionshauptstadt Florenz. Der Ort liegt in der Landschaft der Maremma und am nordöstlichen Rand der Colline Metallifere und in der Montagnola Senese bei 250 m. 2001 hatte der Ort etwa 50 Einwohner, 2017 waren es 66. Der Ort liegt nahe dem Fluss Merse und seinen Nebenflüssen Rosia und Serpenna, die beide unterhalb des Ortes einmünden. Nächstgelegener Ort ist Brenna (ca. 2 km westlich, ebenfalls Ortsteil von Sovicille).

## Geschichte
Erstmals dokumentiert wurde der Ort 730 in einer Schenkung der Mathilde von Tuszien an den Bischof von Volterra. Hier gehörte Orgia zu den Ländereien, die dem Bischof vermacht wurden. Danach unterstand der Ort etwa ab dem 11. Jahrhundert den Ardengheschi aus Civitella Marittima. Zu dieser Zeit existierte im Ort die Kirche der Santissima Trinità di Orgia mit anliegendem Hospital (heute nicht mehr vorhanden). Nach Konflikten zwischen den Ardengheschi und der Republik von Siena musste Orgia sowie weitere Burgen und Ortschaften der Ardengheschi am 27. Mai 1202 Treue zu Siena schwören. Vier Jahre später gelangte der Ort unter den vicario imperiale mit Sitz in San Quirico d’Orcia. Im Konflikt mit Massa Marittima (unterstützt von Truppen aus Pisa) im Jahr 1332 wurde der Ort von Truppen unter der Führung von Ciupo Scolari schwer beschädigt.

## Sehenswürdigkeiten

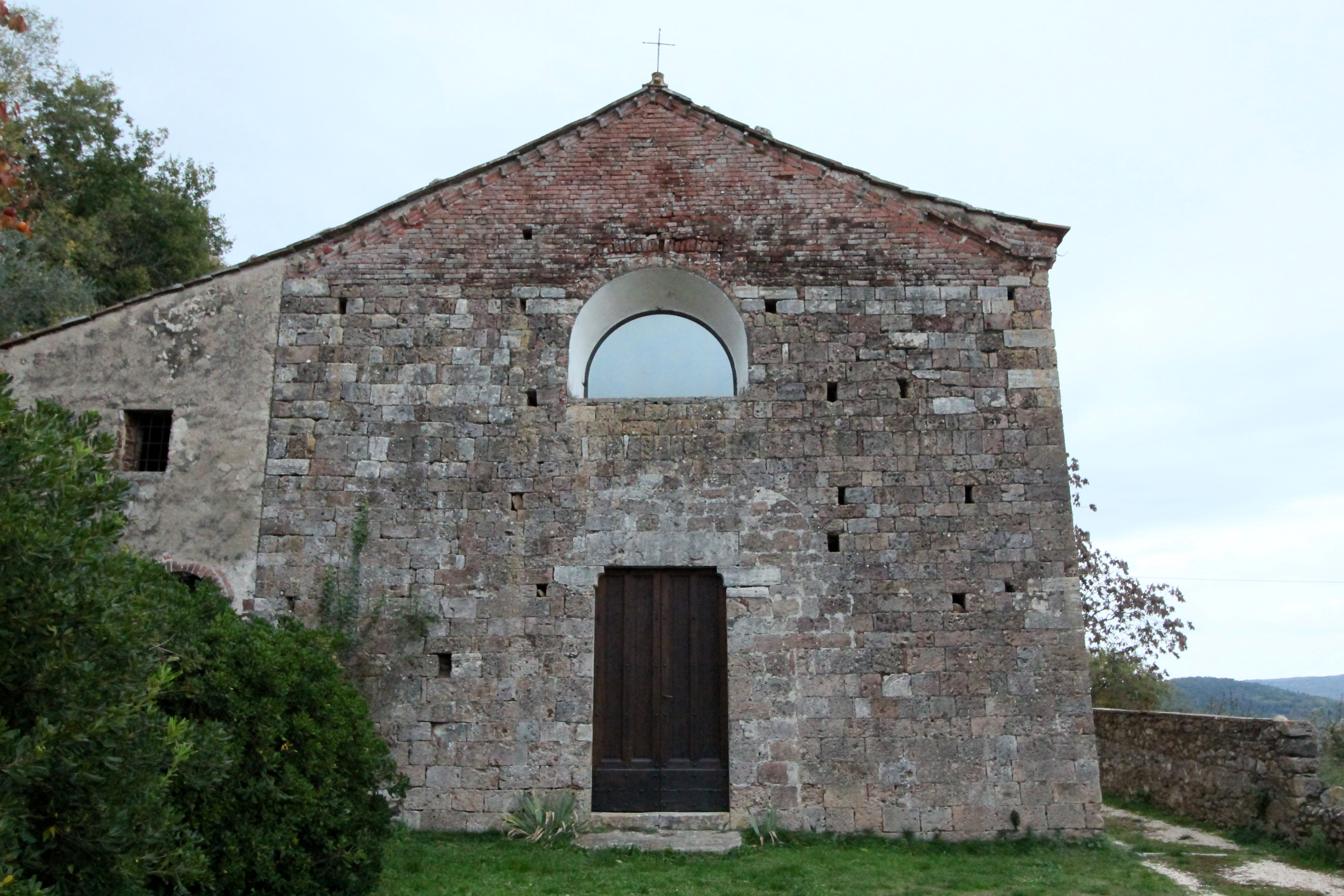
Die Kirche San Bartolomeo

- Chiesa di San Bartolomeo, Kirche aus dem 11. Jahrhundert im Erzbistum Siena-Colle di Val d’Elsa-Montalcino, die der Pieve San Giovanni Battista in Rosia unterstand.[3] Wurde im 14. und 15. Jahrhundert erneuert und im 18. Jahrhundert umgebaut. Enthält am Hochaltar das Gemälde Martirio di San Bartolomeo, welches dem seneser Maler Aurelio Martelli (auch Il Mutolo genannt) zugeschrieben wird. In einer Wandnische der linken Seite befand sich Fresko Madonna in trono col Bambino e santi, von dem nur noch das Teilstück Sant’Antonio abate vorhanden ist. Als Urheber wird Bartolomeo di David vermutet, einem Maler aus der ersten Hälfte des 16. Jahrhunderts aus dem Umfeld von Domenico Beccafumi.[5]
- Castello d’Orgia, ehemalige Burg am höchsten Punkt des Ortes nördlich des Borgo, die 1073 entstand und um das 14. Jahrhundert zerfiel. An gleicher Stelle steht heute die Villa Castello, die von den Piccolomini mit Materialien der Burg errichtet wurde.[3] Die alte Burg enthielt die Kirche San Paolo, die den Mönchen von Sant’Eugenio (Costafabbri) bei Siena unterstellt war, wie ein Privileg von Heinrich IV. vom 4. Juni 1081 zeigt.[4]
- Museo etnografico del bosco e della mezzadria, Wald- und Naturalpacht-Museum kurz vor dem Ort. Entstand 1993.[6]
- Molino del Palazzo (Località Palazzo a Merse), Mühle kurz außerhalb von Orgia, die um 1246 entstand.[7]
- Castello di Capraia, Burg kurz südlich von Orgia oberhalb der Straße nach Recenza. Wurde ebenfalls 730 in der Schenkungsurkunde der Mathilde von Tuszien erwähnt. Wurde früher auch Monte Capraia oder Montecaprile genannt und gehörte den Ardengheschi, die sich 1202 Siena unterstellten. Die Befestigungsmauern wurden im Konflikt zwischen Siena und Florenz 1554 stark beschädigt und sind heute nur noch in Teilen vorhanden.[8]

## Bilder

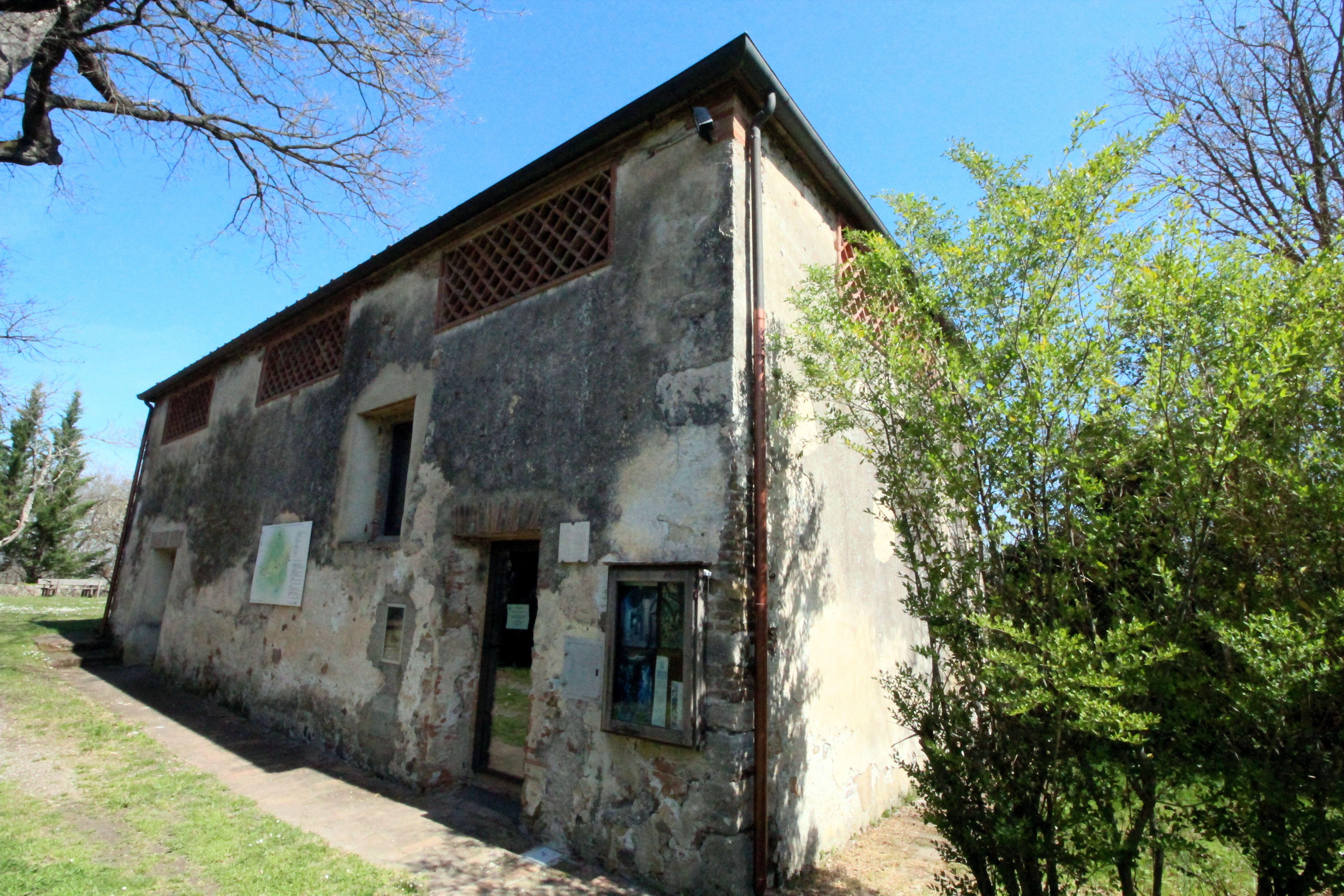
Das Museum Museo etnografico del bosco e della mezzadria
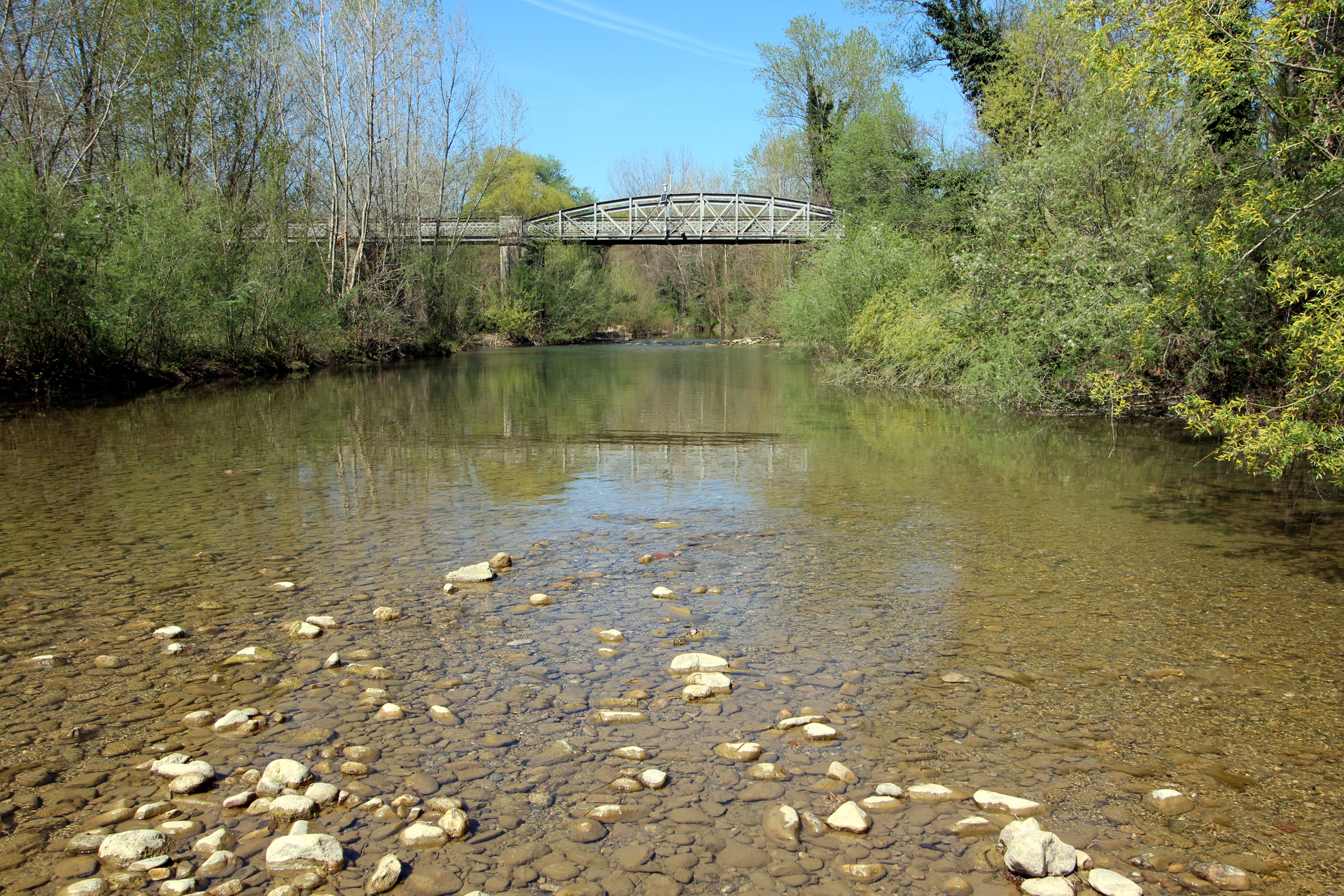
Der Fluss Merse bei Orgia
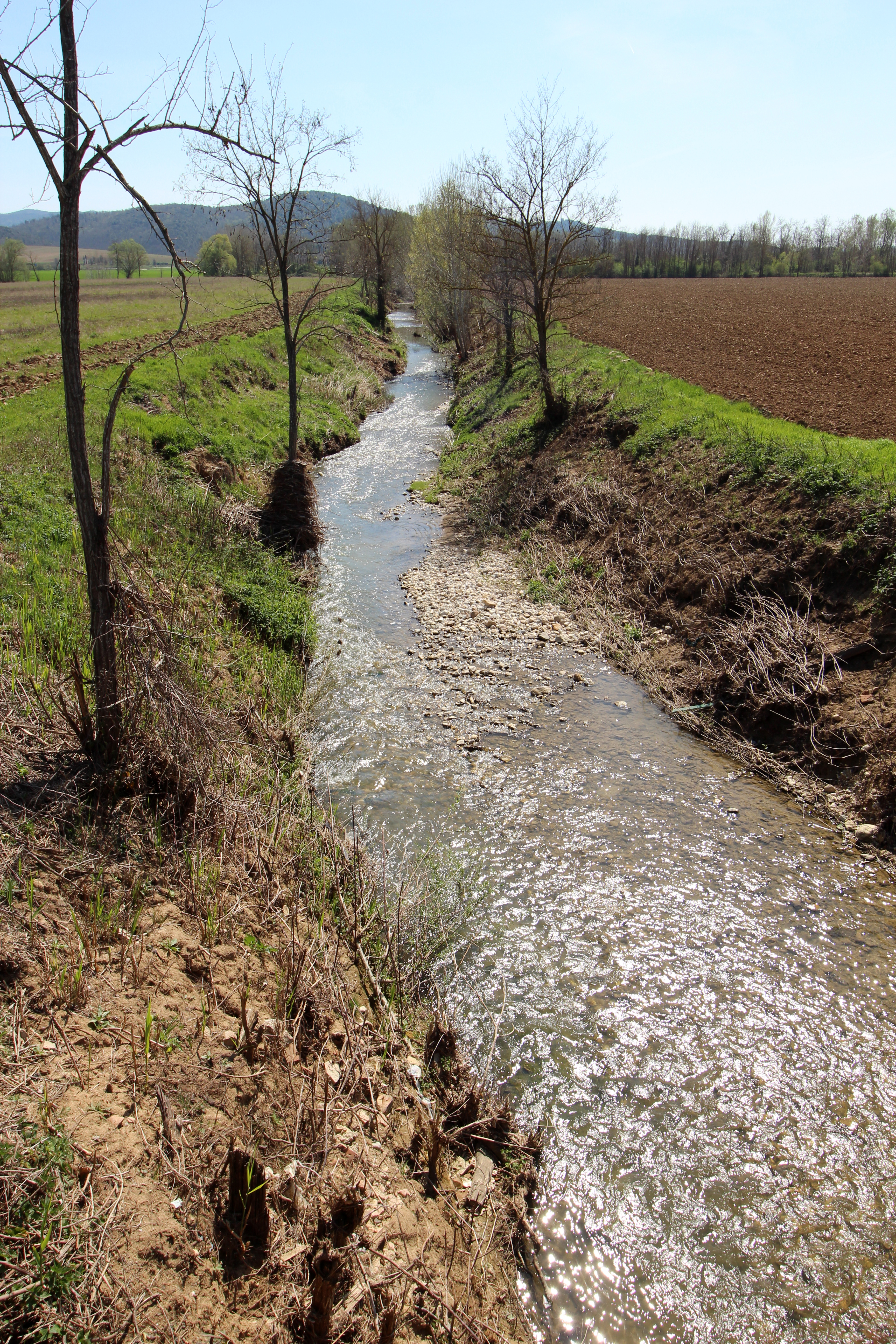
Der Fluss Rosia nahe Orgia
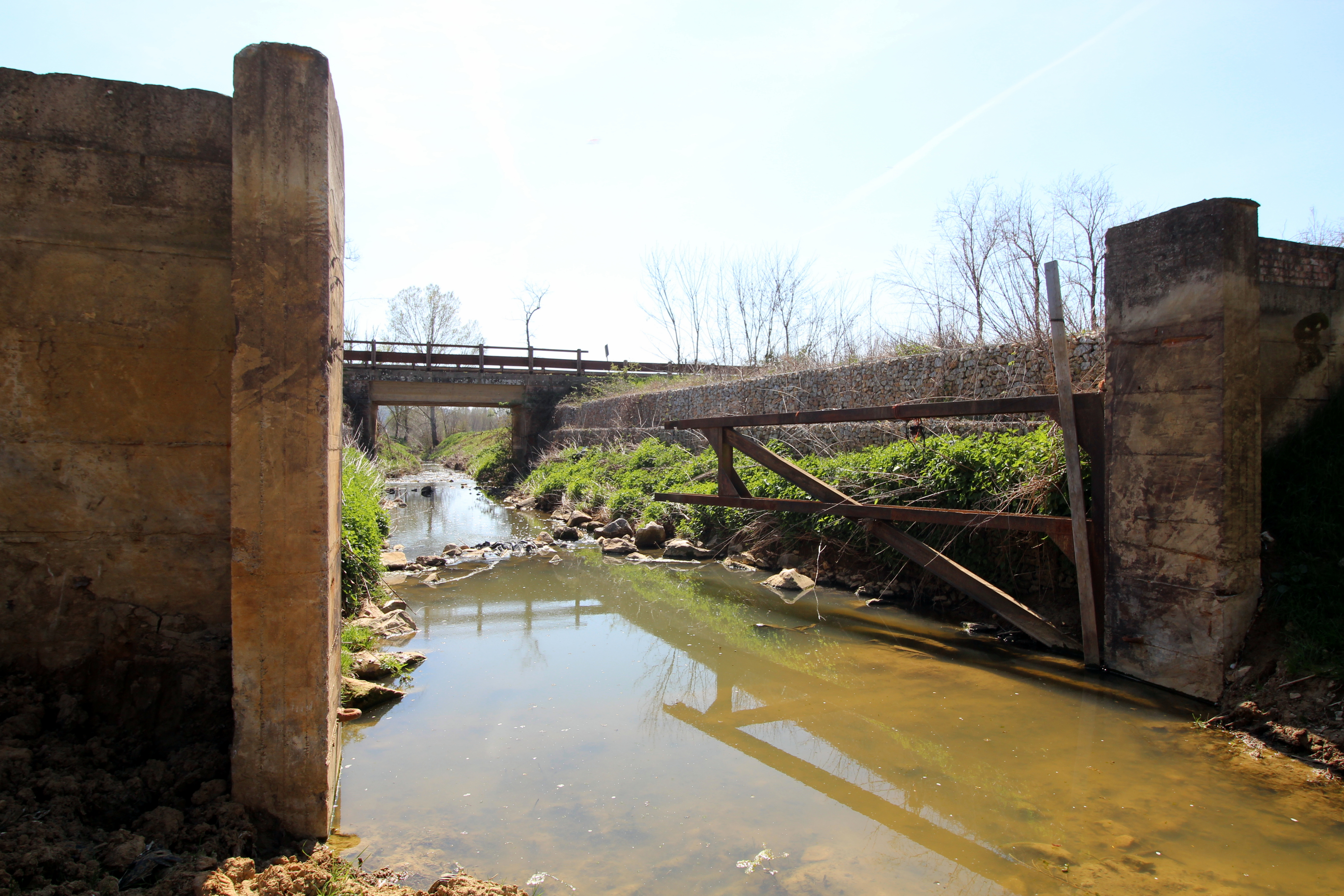
Das Sperrwerk des Serpenna bei Orgia